# John Cioffi
John Cioffi (Illinois, 7 de novembro de 1956) é um engenheiro eletricista estadunidense.

## Premiações
- 2010 Medalha Alexander Graham Bell IEEE
- 2014 Internet Hall of Fame[1]

## Publicações selecionadas
- T. Starr, M. Sorbora, J.M. Cioffi, and P.J. Silverman, DSL Advances, Prentice Hall, 2003.
- T. Starr, J.M. Cioffi, and P.J. Silverman, Understanding Digital Subscriber Line Technology, Prentice Hall, 1999.
- J.M. Cioffi, Chapter 4, "Generalized Decision-Feedback Equalization for Packet Transmission with ISI and Gaussian Noise" of Communications, Computation, Control and Signal Processing, a Tribute to Thomas Kailath, editors A. Paulraj, V. Roychowdhury, and C.D. Schaper, Kluwer Academic Publishers, 1997.
- J.M. Cioffi, Chapter 34, "Asymmetric Digital Subscriber Lines" of the Communications Handbook, Editor-in-Chief, J.D. Gibson, CRC Press in coperation with IEEE Press, 1997.
- J.M. Cioffi, Chapter 15, "Adaptive Filtering" of the Digital Signal Processing Handbook, editors S.K. Mitra and J.F. Kaiser, Van Nostrand Reinhold, 1988.